# Соса, Роберто Эдуардо
Робе́рто Эдуа́рдо Со́са Эчарте́а (исп. Roberto Eduardo Sosa Echartea; 14 июня 1935, Сан-Карлос — 27 июня 2008) — уругвайский футболист, вратарь. В составе сборной Уругвая — участник двух чемпионатов мира (1962 и 1966 годов), чемпион Южной Америки 1959 года (в Эквадоре). На клубном уровне наиболее известен по выступлениям за «Насьональ», с которым пять раз выигрывал чемпионат Уругвая.

## Биография
Роберто Соса родился в 1935 году в Сан-Карлосе, расположенном к востоку о Монтевидео. Начинал заниматься футболом в родном городе, в 1953 году попал в столичный «Насьональ», где сначала был заявлен в третью команду, а с 1954 года стал привлекаться к основе. Однако дебютировал в Примере только 13 октября 1956 года. В матче на «Сентенарио» Соса вышел на замену травмированному Вальтеру Тайбо. «Насьональ» сумел одержать победу над «Серро» со счётом 3:2.
Постепенно Роберто Соса стал всё чаще играть в основном составе «трёхцветных». Непосредственно внёс вклад в четыре чемпионских титула своей команды — в 1956, 1957, 1963 и 1966 годах. Кроме того, за время выступлений за «Насьональ» Соса шесть раз занимал второе место в чемпионате страны.
В 1964 году «Насьональ» впервые в своей истории дошёл до финала Кубка Либертадорес. Роберто Соса сыграл во всех восьми матчах своей команды в этом розыгрыше, в том числе в двух финальных играх против аргентинского «Индепендьенте» (0:0; 0:1).
В 1967 году Кубок Либертадорес для «Насьоналя» начался с 12-турового группового этапа. Роберто Соса сыграл в четырёх матчах своей команды на групповом этапе. Вначале он соревновался за место в основе с Рохелио Домингесом, но в итоге проиграл эту конкуренцию. «Насьональ» во второй раз сумел выйти в финал, где в трёх матчах уступил аргентинскому «Расингу» (0:0; 0:0; 1:2).
В 1968—1969 годах выступал в Чили — сначала в «Универсидад де Чили», а затем за «Депортес Ла-Серену». Последние годы игровой карьеры провёл на родине в «Ривер Плейте», «Фениксе» и «Сан-Карлосе», где и завершил выступления в 1972 году.
В составе молодёжной сборной Уругвая Роберто Соса в 1954 году выиграл чемпионат Южной Америки в своей возрастной категории (на тот момент — до 19 лет).
За основную сборную Уругвая дебютировал 6 декабря 1959 года в матче чемпионата Южной Америки против Эквадора, выигранного «селесте» со счётом 4:0. Затем сыграл ещё в трёх матчах на этом турнире, и Уругвай вновь стал чемпионом континента. Соса был основном вратарём национальной сборной на чемпионате мира 1962 года в Чили, который сложился для уругвайцев неудачно — они не вышли из группы. В 1966 году Соса поехал на чемпионат мира в Англию, но основным вратарём команды был уже Ладислао Мазуркевич. Последний раз за Уругвай Роберто Соса сыграл 1 июля 1967 года — в рамках Кубка Рио-Бранко его команда сыграла вничью 1:1 с Бразилией.
Умер 27 июня 2008 года в возрасте 73 лет.

## Титулы и достижения
- Чемпион Уругвая (5): 1955 (не играл), 1956, 1957, 1963, 1966
- Вице-чемпион Уругвая (6): 1958, 1959, 1961, 1962, 1965, 1967
- Финалист Кубка Либертадорес (2): 1964, 1967
- Чемпион молодёжного чемпионата Южной Америки (1): 1954
- Чемпион Южной Америки (1): 1959